# Dovški križ
Dovški križ (2542 m) je gora v Martuljški skupini Julijskih Alp. 